# Chinley, Buxworth and Brownside
Chinley, Buxworth and Brownside est une paroisse civile du Derbyshire, en Angleterre.